# Coelogonium cavernarum
Coelogonium cavernarum är en mångfotingart som beskrevs av Pius Strasser 1937. Coelogonium cavernarum ingår i släktet Coelogonium och familjen Attemsiidae. Inga underarter finns listade i Catalogue of Life.